# Liste des maires de Vendôme
Cet article dresse la liste par ordre de mandat des maires de la commune française de Vendôme, située dans le département de Loir-et-Cher en région Centre-Val de Loire.

## Liste des maires

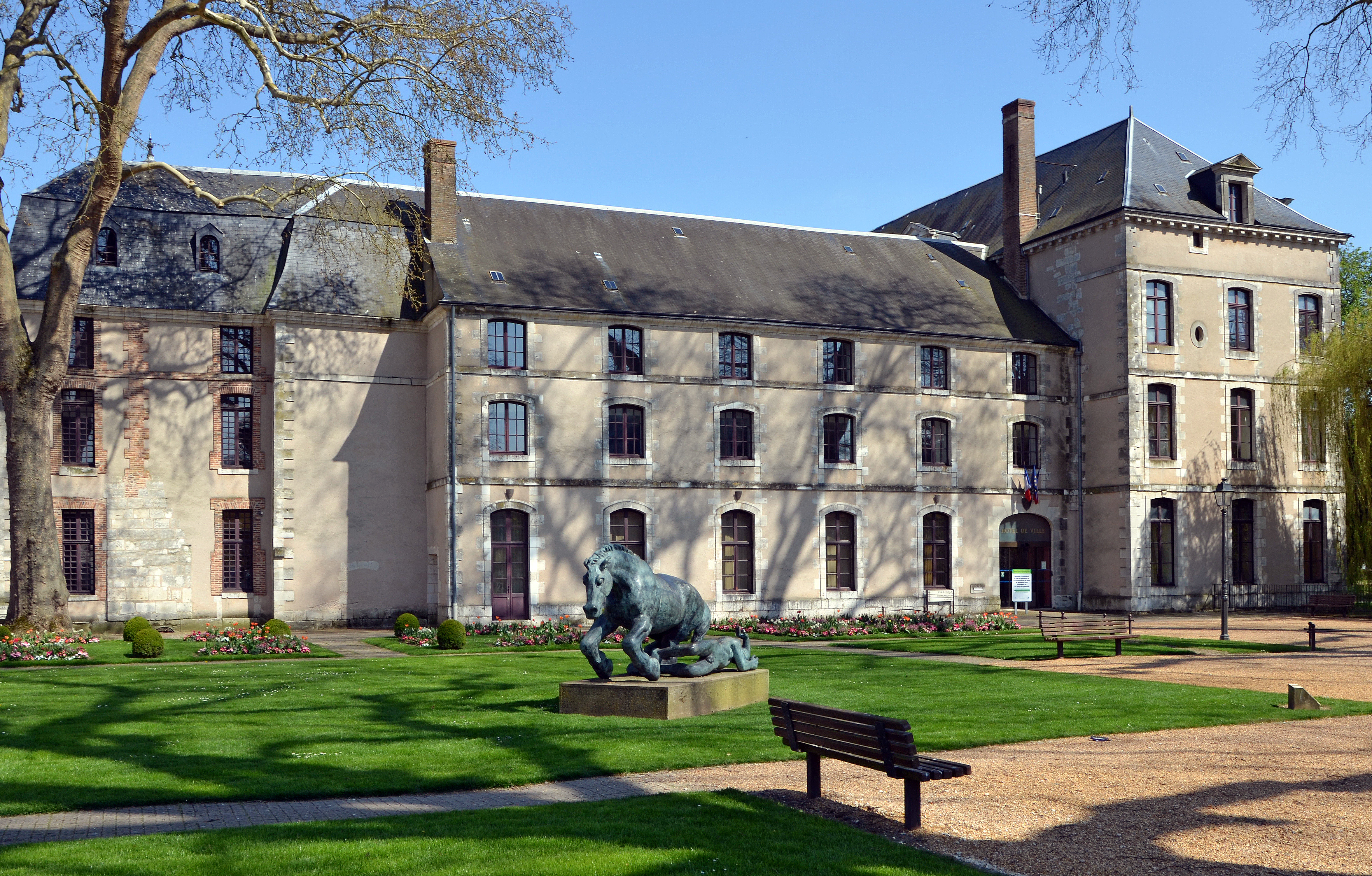
L'hôtel de ville de Vendôme.

### Sous l'Ancien Régime
| Période | Période | Identité                             | Étiquette | Qualité                                                         |
| ------- | ------- | ------------------------------------ | --------- | --------------------------------------------------------------- |
| 1649    | 1656    | Robert Le Forestier, sieur du Tertre |           | Bailli et maire de Vendôme                                      |
| 1656    | 1692    | Jean de Rémilly                      |           | Bailli, juge civil et criminel et de police du duché de Vendôme |
| 1693    | 1708    | François Morin, sieur de Boydan      |           | Maire perpétuel                                                 |
| 1708    | 1709    | Jean Gauthier                        |           | Maire alternatif                                                |
| 1765    | 1769    | Louis-Toussaint Ferrand              |           | Maire, chevalier de Saint-Louis, ancien capitaine d'infanterie  |
| 1769    | 1773    | André-Jean Godineau                  |           | Maire, procureur du Roi honoraire                               |
| 1773    | 1773    | Francisque Day de la Chapelle        |           | Maire, officier commensal chez le Roi                           |
| 1773    | 1788    | Gilles-François de Trémault          |           | Maire, ancien lieutenant-général du bailliage prévôtal          |
| 1788    | 1790    | Compaignon de Flosville              |           | Lieutenant du maire, administra Vendôme à sa mort               |

### De 1790 à 1944
| Période           | Période          | Identité                              | Étiquette | Qualité                                                                |
| ----------------- | ---------------- | ------------------------------------- | --------- | ---------------------------------------------------------------------- |
| 14 février 1790   | 20 novembre 1790 | Buscheron de Boisrichard              |           |                                                                        |
| 20 novembre 1790  | 1791             | Jacques-François de Trémault d'Espoir |           |                                                                        |
| 23 novembre 1791  | 1792             | Claude Chevé                          |           |                                                                        |
| 5 décembre 1792   | 1813             | Buscheron de Boisrichard, derechef    |           |                                                                        |
| 21 mai 1813       | 1815             | Josse-Boisbercy                       |           |                                                                        |
| 1815              | 1815             | René-Gabriel Renou-Debeaune           |           | Maire pendant les Cent-Jours                                           |
| 19 mai 1815       | 1821             | Josse Boibercy, derechef              |           |                                                                        |
| 10 septembre 1821 | 1826             | Lazare-François Mareschal             |           |                                                                        |
| 1er janvier 1826  | 1829             | Charles Mareschal                     |           |                                                                        |
| 6 octobre 1829    | 1832             | Louis-Aimé Godineau                   |           |                                                                        |
| 9 janvier 1832    | 1843             | Ulysse Renou                          |           |                                                                        |
| 9 juillet 1843    | 1848             | Charles Gendron                       |           |                                                                        |
| 2 mars 1848       | 1848             | Louis-Laurent Bourgogne               |           |                                                                        |
| 21 août 1848      | 1848             | Théophile-Simon-Stanislas Lecoy       |           |                                                                        |
| 23 octobre 1848   | 1853             | Auguste-François de Trémault          |           |                                                                        |
| 2 avril 1853      | 1862             | François-Joseph Peltereau             |           |                                                                        |
| 10 janvier 1862   | 1870             | François-Simon Martellière-Mareschal  |           |                                                                        |
| 18 septembre 1870 | 1872             | Auguste Moisson                       |           |                                                                        |
| 11 mai 1872       | 1874             | Charles Chautard                      |           |                                                                        |
| 4 avril 1874      | 1874             | Georges de Brunier                    |           |                                                                        |
| 1874              | 1875             | Gervais Launay                        |           |                                                                        |
| 6 janvier 1875    | 1881             | Auguste de Trémault                   |           |                                                                        |
| 19 février 1881   | 1888             | Paul Taillebois                       |           |                                                                        |
| 20 mai 1888       | 1898             | Jean-Barthélémy Belot                 |           |                                                                        |
| 9 juin 1898       | 1904             | Pierre Guillemot                      |           |                                                                        |
| 15 mai 1904       | 1906             | Pierre Lantenant                      |           |                                                                        |
| 21 octobre 1906   | 1912             | Léon Mellecoeur                       |           |                                                                        |
| 1912              | 1919             | Philippe Frain                        |           |                                                                        |
| 1919              | 1925             | Robert Barillet                       |           |                                                                        |
| 1925              | 1927             | Alfred Gillard                        |           |                                                                        |
| 1927              | 1932             | Pierre Berger                         |           |                                                                        |
| novembre 1932     | février 1941     | Jean Duverger                         |           | Duverger continue de siéger au Conseil municipal après 1941            |
| février 1941      | janvier 1944     | Alphonse Collin                       |           | Nommé par le Préfet, commandant, puis chef de la résistance vendômoise |
| janvier 1944      | février 1944     | Louis Moullière                       |           | Le conseil municipal démissionne en février 1944                       |
| avril 1944        | juillet 1944     | Jean Duverger                         |           | Chef de la délégation spéciale                                         |
| juillet 1944      | août 1944        | Jules Dengremont                      | PPF       | Chef de la délégation spéciale                                         |
| août 1944         | août 1944        | Pierre Ramier                         |           | Maire 4 jours, nommé par la délégation extraordinaire                  |

### Depuis 1944
| Période         | Période         | Identité           | Étiquette | Qualité |
| --------------- | --------------- | ------------------ | --------- | --- |
| août 1944       | 1947            | Georges Guimond    |           | Nommé, puis élu en mars 1945                                                                                               |
| 1947            | 1950            | Édouard Masse      |           | |
| 1950            | 6 mai 1953      | Gabriel Chevallier |           | Conseiller général de Vendôme (1945-1955) Député (1945-1946)                                                               |
| 6 mai 1953      | 1970            | Gérard Yvon        | SFIO      | Conseiller général de Vendôme (1967-1970) Député (1962-1968)                                                               |
| 1970            | 1989            | Robert Lasneau     | DVD       | Conseiller général de Vendôme-1 (1982-1988)                                                                                |
| mars 1989       | août 2008       | Daniel Chanet      | PS        | Conseiller général de Vendôme-1 (1988-2008)                                                                                |
| septembre 2008  | 4 avril 2014    | Catherine Lockhart | PS        | Conseillère générale de Vendôme-1 (2008-2015)                                                                              |
| 4 avril 2014    | 31 janvier 2019 | Pascal Brindeau    | UDI       | Juriste Conseiller départemental de Vendôme Président de la CC du Pays de Vendôme Président de la CA Territoires Vendômois |
| 31 janvier 2019 | En cours        | Laurent Brillard   | UDI       | Orthophoniste à l’hôpital de Vendôme Président de la CA Territoires Vendômois (2019 → )                                    |